# ラドリェ・オブ・ドラヴィ
ラドリェ・オブ・ドラヴィ（Radlje ob Dravi (発音 [ˈɾaːdljɛ ɔb ˈdɾaːʋi], in older sources Marbeg, ドイツ語: Mahrenberg)）は、スロベニアの市である。